# Vergüenza (sèrie de televisió)
Vergüenza és una sèrie de televisió espanyola produïda per Movistar+ que s'emet en forma de vídeo a la carta al canal #0 des del 24 de novembre de 2017. És protagonitzada per Malena Alterio i Javier Gutiérrez. La primera temporada consta de 10 episodis d'uns 20 minutos de durada cadascun, la segona de set i la tercera de sis.
Segons Juan Cavestany, un dels seus autors “És una comèdia amb estructura de drama, molt personal i que s'endinsa en els amors més difícils i espatllats”.

## Producció
El projecte d'aquesta sèrie va néixer gairebé 10 anys abans de la seva estrena. Els seus autors, després d'escriure un episodi pilot, la van oferir a les diferents cadenes on mostraven interès però no li trobaven encaix, bé per la seva durada més reduïda de l'habitual a Espanya o pel seu to àcid, en alguns moments.
A l'abril de 2016 es va presentar el projecte en Movistar+ als mitjans de comunicació. Enrique López Lavigne es fa càrrec de la producció després d'haver dirigit, fa anys, El asombroso mundo de Borjamari y Pocholo al costat de Juan Cavestany. Els protagonistes del projecte, Malena Alterio i Javier Gutiérrez com Nuria i Jesús, ja estaven presents en el pilot rodat nou anys enrere. Mesos més tard es van donar a conèixer noves incorporacions com la de Miguel Rellán, Lola Casamayor, Malcom T. Sitté o Enric Benavent, entre d'altres.
Al desembre de 2017, es va confirmar una segona temporada de la sèrie, sis capítols que van ser estrenats el 30 de novembre de 2018 més un especial a emetre per Nadal. La sèrie ha rebut quatre nominacions als premis Feroz. La tercera temporada s'estrena el 14 de febrer de 2020.

## Argument
Jesús Gutiérrez (Javier Gutiérrez) i Nuria Díaz (Malena Alterio) formen una parella aparentment normal, ell és fotògraf de noces, batejos i comunions amb ínfules d'artista i no sol ser conscient de la vergonya aliena que provoca allà on va. Núria sofreix les seves conseqüències i el contagi d'aquest mestratge en l'art de ficar la pota. "És com ser la dona de Mr. Bean", declara Alterio.

## Repartiment

### 1a temporada

#### Repartiment principal
- Javier Gutiérrez - Jesús Gutiérrez Montejo
- Malena Alterio - Nuria Díaz Guijarro

#### Repartiment recurrent
- Vito Sanz - Óscar (Episodi 1 - Episodi 7, Episodi 9 - Episodi 10)
- Miguel Rellán - Carlos Díaz (Episodi 1 - Episodi 4, Episodi 6 - Episodi 7, Episodi 9 - Episodi 10)
- Lola Casamayor - María del Carmen "Maricarmen" Guijarro (Episodi 1 - Episodi 2, Episodi 4, Episodi 6 - Episodi 7, Episodi 9 - Episodi 10)
- Estrella Olariaga - Rosa (Episodi 1 - Episodi 2, Episodi 4 - Episodi 7)
- Francisco Reyes - David Conejero (Episodi 1 - Episodi 6)
- Ángeles Páez - Silvia (Episodi 1 - Episodi 2, Episodi 4 - Episodi 8)
- Toni Martínez - Gonzalo (Episodi 1 - Episodi 2)
- Ángel Solo - Agustín (Episodi 1 - Episodi 4, Episodi 6)
- Jorge Cabrera - Jorge (Episodi 2)
- Nico Romero (Episodi 2)
- Eduardo Ferrés - Policia Municipal (Episodi 2, Episodi 10)
- Ana Goya - Amparo (Episodi 3, Episodi 5 - Episodi 7, Episodi 9 - Episodi 10)
- Chema Adeva – President de la Comunitat (Episodi 3, Episodi 6, Episodi 9 - Episodi 10)
- Marta Milans - Elena (Episodi 4, Episodi 7)
- Maarten Dannenberg - John (Episodi 4)
- Aixa Villagrán - Novia (Episodi 5)
- Ana Adams - Diane (Episodi 5 - Episodi 6, Episodi 8)
- Malcom T. Sitté - Nelson (Episodi 5 - Episodi 6)
- Ricardo Castella - Cunyat (Episodi 5)
- José Manuel Poga - Home Cata de Vins (Episodi 6)
- Paco Churruca (Episodi 7)
- Nacho Marraco (Episodi 7, Episodi 9)
- Jorge Kent - Marit de Diane (Episodi 8)
- Raúl Jiménez – Noi del poble (Episodi 8)
- Enric Benavent - Francisco "Paco" Gutiérrez (Episodi 9 - Episodi 10)
- Susana Hernández (Episodi 9)
- Resu Morales - Aurora Montejo (Episodi 9 - Episodi 10)
- Font García (Episodi 9)
- José Coronado - Ell mateix (Episodi 9)
- Miriam Montilla - Yolanda (Episodi 10)
- Carlos Wu - Amo del basar (Episodi 10)

### 2a temporada

#### Repartiment principal
- Javier Gutiérrez - Jesús Gutiérrez Montejo
- Malena Alterio - Nuria Díaz Guijarro

#### Repartiment recurrent
- Vito Sanz - Óscar (Episodi 11 - Episodi 15; Episodi 17)
- Miguel Rellán - Carlos Díaz (Episodi 11 - Episodi 15; Episodi 17)
- Lola Casamayor - María del Carmen "Maricarmen" Guijarro † (Episodi 11 - Episodi 15; Episodi 17)
- Marta Nieto - Andrea (Episodi 11 - Episodi 16)
- Cristina Alarcón - Sonia (Episodi 11 - Episodi 15)
- Pol López - José Ramón Ruiz (Episodi 11 - Episodi 13; Episodi 15 - Episodi 16)
- Jaime Zarataín - Guillermo (Episodi 11 - Episodi 13; Episodi 15 - Episodi 16)
- Yannick Nguenkam - Yusuf Gutiérrez Díaz (Episodi 11 - Episodi 17)
- Teresa Cuesta - Vanessa (Episodi 12 - Episodi 16)
- Itsaso Arana - Verónica (Episodi 12 - Episodi 13)
- Margarita Arnaz - Àvia (Episodi 12 - Episodi 13; Episodi 15 - Episodi 16)
- Amparo Oltra - Amparo (Episodi 12)
- Valeria Ros - Cómica (Episodi 14)
- Margarita Lascoiti - Dona de Gerardo (Episodi 14)
- José Manuel Seda - Pedro (Episodi 14)
- Ferrán Gadea - Empleat supermercat (Episodi 16)
- Enric Benavent - Francisco "Paco" Gutiérrez (Episodi 17)
- Resu Morales - Aurora Montejo (Episodi 17)
- Estrella Olariaga - Rosa (Episodi 17)
- Francisco Reyes - David Conejero (Episodi 17)

#### I la col·laboració de
- María Casal - Olga (Episodi 11 - Episodi 15)
- Álvaro Cervantes - Ell mateix (Episodi 12 - Episodi 13; Episodi 15)
- Ferran Rañé - Pare d'Óscar (Episodi 12; Episodi 15)

### 3a temporada

#### Repartiment principal
- Javier Gutiérrez - Jesús Gutiérrez Montejo
- Malena Alterio - Nuria Díaz Guijarro

#### Repartiment recurrent
- María Hervás - Maite (Episodi 18 - Episodi 22)
- Vito Sanz - Óscar (Episodi 18 - Episodi 23)
- Pol López - José Ramón Ruiz † (Episodi 18 - Episodi 22)
- Miguel Rellán - Carlos Díaz (Episodi 18 - Episodi 23)
- Yannick Nguenkam - Yusuf Gutiérrez Díaz (Episodi 18 - Episodi 20; Episodi 22 - Episodi 23)
- Resu Morales - Aurora Montejo (Episodi 18; Episodi 20; Episodi 23)
- Enric Benavent - Francisco "Paco" Gutiérrez (Episodi 18; Episodi 20; Episodi 23)
- Itsaso Arana - Verónica (Episodi 18 - Episodi 23)
- Teresa Hurtado de Ory - María (Episodi 18 - Episodi 19; Episodi 21 - Episodi 23)
- Natalia Hernández - Comissària (Episodi 18 - Episodi 23)
- Estrella Olariaga - Rosa (Episodi 19 - Episodi 20; Episodi 22)
- Francisco Reyes - David Conejero (Episodi 19 - Episodi 20; Episodi 22)
- Ángel Solo - Agustín (Episodi 19 - Episodi 20; Episodi 23)
- Jesús Manuel Ruiz - Ell mateix (Episodi 19)
- Leticia Sabater - Ella mateixa (Episodi 20 - Episodi 21)
- Amparo Oltra - Amparo (Episodi 21)
- Teresa Cuesta - Vanessa (Episodi 21 - Episodi 23)
- Marta Poveda - Policia (Episodi 23)
- Óscar de la Fuente - Cristóbal Fuentes (Episodi 23)

#### Amb la col·laboració especial de
- Mariló Montero - Ella misma (Episodi 19 - Episodi 20)
- Lola Casamayor - María del Carmen "Maricarmen" Guijarro † (Episodi 20; Episodi 22 - Episodi 23)
- Miguel Ángel Muñoz - Ell mateix (Episodi 22)

## Episodis
| Temporada | Temporada | Episodis | Data d'estrena         |
| --------- | --------- | -------- | ---------------------- |
|           | 1         | 10       | 24 de novembre de 2017 |
|           | 2         | 7        | 24 de novembre de 2018 |
|           | 3         | 6        | 14 de febrer de 2020   |
| Total     | Total     | 23       | —                      |

## Premis
Premis Feroz
| Any  | Categoria                               | Nominats                | Resultat |
| ---- | --------------------------------------- | ----------------------- | -------- |
| 2017 | Millor sèrie de comèdia                 | Millor sèrie de comèdia | Premiada |
| 2017 | Millor actor protagonista d'una sèrie   | Javier Gutiérrez        | Premiada |
| 2017 | Millor actriu protagonista d'una sèrie  | Malena Alterio          | Premiada |
| 2017 | Millor actor de repartiment d'una sèrie | Miguel Rellán           | Premiada |

Premis de la Unión de Actores y Actrices
| Any  | Categoria                               | Nominats       | Resultat |
| ---- | --------------------------------------- | -------------- | -------- |
| 2017 | Millor actriu protagonista de televisió | Malena Alterio | Nominada |
| 2017 | Millor actor secundari de televisió     | Vito Sanz      | Nominat  |

Fotogramas de Plata
| Any  | Categoria                  | Nominats       | Resultat |
| ---- | -------------------------- | -------------- | -------- |
| 2017 | Millor actriu de televisió | Malena Alterio | Premiada |

Premis Blogos de Oro
| Any  | Categoria                  | Nominats               | Resultat |
| ---- | -------------------------- | ---------------------- | -------- |
| 2017 | Millor sèrie espanyola     | Millor sèrie espanyola | Nominada |
| 2017 | Millor actor en una sèrie  | Javier Gutiérrez       | Nominat  |
| 2017 | Millor actriu en una sèrie | Malena Alterio         | Nominada |